# جين إليوت
جين إليوت (بالإنجليزية: Gene Elliott)‏ هو لاعب كرة قاعدة أمريكي، ولد في 8 فبراير 1889 في مقاطعة فاييت في الولايات المتحدة، وتوفي في 5 يناير 1976 في هنتينغدون في الولايات المتحدة.